# Guarda Nacional da Venezuela
Guarda Nacional de Venezuela ou Guarda Nacional Bolivariana, é um dos quatro componentes (conforme ao artigo 328 da Constituição) que conformam a Força Armada Nacional Bolivariana da Venezuela. Fundada em 4 de agosto de 1937 pelo então Presidente da República, General em Chefe Eleazar López Contreras.

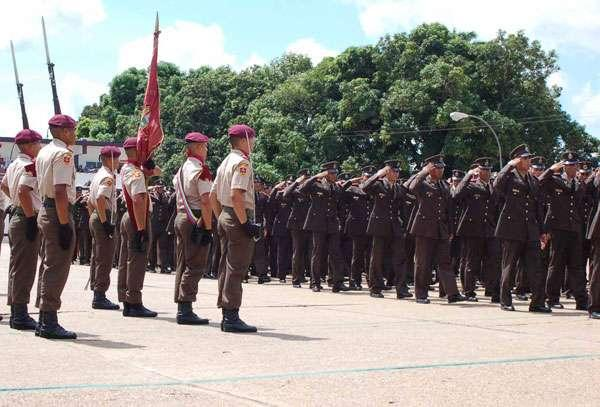
Guarda Nacional de Venezuela em Acto de Ascensão

## História
A Guarda Nacional ou Força Armada de Cooperação surge devido à necessidade dos governantes de manter a integridade e segurança da população e o território, bem como para resguardar as instituições do Estado. O início da instituição remonta-se à 10 de março de 1810, quando a Junta Suprema de Caracas recomenda criar um corpo armado para a salvaguarda e custódia do Congresso, se configurando o mesmo em 9 de março de 1811, ao se criar uma Companhia denominada Guarda Nacional. Em julho desse mesmo ano atribui-se-lhe um Serviço Rural para proteger aos proprietários de terras e evitar roubos e crimes.
Com o desaparecimento da Primeira República, a Guarda Nacional é esquecida por carência de recursos e, em 1820, volta a ressurgir no panorama Independentista com o triunfo das Armas em Carabobo. Com o passar dos anos, a Grande Colômbia com que sonhou Bolívar se dissolve, as guerras fratricidas convulsionam o país e, com elas, em 1839, desaparece esta primeira Guarda Nacional. A instituição ressurge novamente sob o mandato do general José Antonio Páez em 1841, denominando-se Guarda Nacional de Polícia, cuja função era a segurança e a ordem, especialmente do meio rural. Ademais a mesma tinha funções adicionais como evitar crimes, a proteção da vida das pessoas e de seus bens, e a vigilância e custódia dos presos. Devido à carência de recursos econômicos para sua manutenção esta desaparece por médio da revogação da Lei que a criou, no ano 1847.
A partir do ano 1925 o país recupera-se notavelmente do ponto de vista econômico com base no auge da prospecção do petroleiro e dos rendimentos que isto gerou. Com a morte do general Juan Vicente Gómez, que esteve na Presidência de Venezuela durante 27 anos e implementou no mesmo um regime ditatorial; assume a Presidência o general Eleazar López Contreras que se desempenhava as funções de Ministro da Guerra e da Marinha.
Apesar de o general conseguir acalmar e dominar os ânimos políticos do país, seguiram-se fatos sociais derivados da insatisfação da sociedade, como: manifestações nas ruas, aumento da delinquência e, em particular, a intensificação do contrabando nas fronteiras do país. Devido a este último fato, o Presidente da República reúne-se com os Presidentes dos Estados para propor a necessidade da criação de uma Polícia Rural, bem seja a cavalo, a pé ou em veículos, com o objetivo de mitigar o índice delitivo e garantir a segurança das famílias, as propriedades e a soberania da nação.
O Presidente da República, após inumeráveis reuniões, decide formar um Corpo de Polícia Nacional, sem saber ainda como o estruturar, até que o poeta, escritor e diplomático Dom Rufino Blanco Fombona lhe sugere a criação de um corpo similar ao da Guarda Civil Espanhola. Após conversas com o Governo espanhol para que aquele assessore à Venezuela na constituição deste corpo, se estabelece a Escola do Serviço Nacional de Segurança o 17 de setembro de 1936.	
Nesta Escola começaram a se formar os primeiros 136 agentes, em dois cursos; 100 alunos para o Curso de Guarda Nacional, e 36 alunos para o Curso de Investigação. Nesse mesmo ano chega uma comissão da Guarda Civil espanhola e elaboram a cartilha da Guarda Nacional, que é o chamado “catecismo” dos membros da instituição. A Guarda Nacional adquire operatividade em todo o território da República após o decreto que dá forma legal à instituição, no ano 1937.
A partir deste momento a instituição começa a realizar as tarefas que lhe foram encomendadas, reafirmadas uma vez mais quando se lhe deu à Guarda Nacional Bolivariana uma faixa constitucional, no ano de 1999.

## Objetivos
A premissa deste corpo militar encontra-se definida no Artigo 329 da Constituição Nacional de Venezuela.em seu artigo 329: O Exército, a Armada e a Aviação têm como responsabilidade essencial o planejamento, execução e controle das operações militares requeridas para assegurar a defesa da Nação. A Guarda Nacional cooperará no desenvolvimento das ditas operações e terá como responsabilidade básica a condução das operações exigidas para a manutenção da ordem interna do país. A Força Armada Nacional poderá exercer as atividades de polícia administrativa e de investigação penal que lhe atribua a lei.